# Smosh
Smosh là một nhóm người dùng Youtube bao gồm Ian Hecox (sinh 30 tháng 11 năm 1987) và Anthony Padilla (sinh 16 tháng 9 năm 1987). Padilla đăng tải video đầu tiên lên mạng vào năm 2003, với cái tên Smosh. Sau đó, Ian đã tham gia với anh ấy. Không lâu sau khi họ đăng tải video lên YouTube vào mùa thu năm 2005, họ đã trở thành một trong những kênh nổi tiếng nhất, với hơn 4.5 triệu người đăng ký vào tháng tư, 2012.
Năm kênh liên quan tới Smosh tồn tại trên Youtube, tuy chỉ có bốn kênh đang hoạt động rất sôi nổi. Kênh chính "Smosh", nơi mà Ian và Anthony đăng tải những video của họ, có video mới vào thứ tư và thứ sáu hàng tuần. Trên kênh "Smosh 2nd Channel" (hiện nay kênh đã đổi tên kênh thành "Smosh Pit") sử dụng cho vlogs và những video không sử dụng kịch bản khác, hai người đã đăng tải những sêri khác như "Ian is Bored" vào thứ hai và "Lunchtime with Smosh" vào thứ năm, trong khi diễn viên hợp tác với họ, Mari, đăng tải "Smosh Pit Weekly" videos vào thứ bảy. Trên "ElSmosh", cặp đôi đăng tải những tập cũ vào thứ tư và tập mới vào chủ nhật với chúng được dịch thành Tiếng Tây Ban Nha. "AskCharlie", hoạt động từ tháng năm 2010 đên tháng 12 năm 2011, làm videos từ Ask Charlie series, nơi con lợn tên Charlie trả lời câu hỏi từ những người xem. "AnthonyPadilla", đăng những vlog video của Anthony. Ngoài ra còn có kênh "ShutUpCartoons" gồm những video hoạt hình của họ và kênh " Smosh France", cặp đôi cũng đăng tải những tập cũ vào thứ tư và tập mới vào thứ bảy với nội dung video được dịch thành Tiếng Pháp, tương tự như EISmosh
Vào ngày 14 tháng 6 năm 2017, Anthony quyết định rời khỏi Smosh và hoạt động trên kênh riêng của mình vì "cảm thấy thiếu sự tự do sáng tạo". Ian vẫn sẽ ở lại Smosh và tuyên bố rằng: "Mình thực sự mong chờ để đưa Smosh lên một bước tiến mới và hy vọng mọi người trông chờ những sản phẩm tiếp theo của nhóm."